# Juan Héctor Hunziker
Juan Héctor Hunziker (Buenos Aires, 26 de agosto de 1925-Acassuso, provincia de Buenos Aires, 17 de marzo de 2003) fue un destacado botánico y genetista argentino.

## Biografía

### Educación
Se graduó de ingeniero agrónomo en 1949, con Diploma de Honor, en la Facultad de Agronomía y Veterinaria de la Universidad de Buenos Aires. Bajo la dirección de Lorenzo R. Parodi, realizó su tesis de grado sobre taxonomía del género Ephedra, de la cual surgió su primera publicación: "Dos binomios confusos en el género Ephedra: E. tweeciana y E. triandra. Bol. Soc. Argent. Bot. 2(4): 278-286. 1949". 
Su carrera docente se inició en 1946 como ayudante docente ad honorem en Botánica Agrícola en la mencionada Facultad. Siendo estudiante se inició como investigador con cargo en el Instituto de Botánica del Ministerio de Agricultura y Ganadería, el que desempeñó desde diciembre de 1947 hasta 1958.
En 1950 obtuvo una beca de la Fundación Rotaria para realizar estudios de posgrado con George Ledyard Stebbins, en la Universidad de California en Berkeley (1951-1952). En octubre de 1952 obtuvo el título de  Master of Science in Genetics, con su tesis Cytogenetics and Systematics of certain South American species of Agropyron and Elymus (Gramineae) (Citogenética y sistemática de ciertas especies sudamericanas de Agropyron y Elymus (Gramineae)). Posteriormente, como becario de la Fundación Guggenheim (1957-1959) obtuvo el título de "Doctor of Philosophy in Genetics" por la misma universidad, con la presentación de la tesis "Hybridization and Polyploidy in some South American Species of Agropyron (Gramineae)" (Hibridación y poliploidía en algunas especies sudamericanas de Agropyron (Gramineae)), dirigida también por el profesor Stebbins.

### Trayectoria como investigador
En 1958 y hasta 1960 pasó a ser investigador con dedicación exclusiva del Instituto de Botánica, dependiente en ese momento del Instituto Nacional de Tecnología Agropecuaria. En 1960 fue designado Investigador Independiente en la Carrera del Investigador Científico y Tecnológico del CONICET. En dicha carrera llegó a ser Investigador Superior, máximo cargo de esa institución. En 1960 fue nombrado Profesor Titular con dedicación exclusiva en la Facultad de Ciencias Exactas, Físicas y Naturales de la Universidad de Buenos Aires. Allí creó el Laboratorio de Genética Evolutiva y formó un sinnúmero de brillantes discípulos.
En diversas oportunidades pronunció conferencias o seminarios en centros científicos de todo el mundo, tales como la Universidad Harvard (Cambridge), Universidad de Washington (St. Louis), Universidad de Arizona (Tucson) y Universidad de Texas (Austin) en Estados Unidos, en el Indian Agricultural Research Institute (Nueva Delhi, India), Instituto Nacional de Genética, Misima (Japón), Departamento de Genética de la Universidad de Río Grande do Sul (Porto Alegre, Brasil) y la Universidad de Los Andes (Bogotá, Colombia).
En 1984 fue designado director del Instituto de Botánica Darwinion, cargo que mantuvo hasta 1998.

## Aportes científicos
Hunziker fue quien introdujo en Argentina la modalidad de estudios multidisciplinarios en la resolución de problemas taxonómicos, filogenéticos y evolutivos. Además, fue uno de los primeros biólogos argentinos en utilizar en estudios evolutivos, técnicas de electroforesis de proteínas seminales y de isoenzimas, como también cromatografía de compuestos fenólicos.

## Premios y distinciones
- Diploma de Honor Curso 1944-1948 - Universidad de Buenos Aires
- Premio "Eduardo L. Holmberg" de la Municipalidad de Buenos Aires (trienio 1964-1966)
- Diploma de Honor al Mérito otorgado por la Universidad Nacional de La Plata en ocasión del Centenario del Museo de La Plata (1977)
- Becario de la Fundación Guggenheim (1980)
- Premio Konex de Platino, Genética y Citología (1983)
- Premio "León Cherny", de la Fundación Lucio Cherny por sus trabajos sobre Genética Vegetal (1986)
- Recibió la Mención Especial del Premio F. A. Sáez por el trabajo "Variación isoenzimática de glutamato oxaloacetato transaminasa (Got) en especies norte- y sudamericanas de Larrea", Sociedad Argentina de Genética (1989)

## Membresías
- Miembro Honorario del Centro Pampeano de Estudios en Ciencias Naturales y Agronómicas
- Miembro Honorario de la Sociedad de Biología de Tucumán (1984)
- Académico Titular de la Academia Nacional de Ciencias Exactas, Físicas y Naturales, Buenos Aires (desde 1976)
- Académico de Número la Academia Nacional de Ciencias Exactas, Físicas y Naturales (1977)
- Académico Correspondiente de la Academia Nacional de Ciencias, Córdoba (desde 1982)
- Presidente Honorario del VI Congreso Latinoamericano de Botánica, Mar del Plata (octubre de 1994)

## Publicaciones
Fue autor o coautor de un centenar y medio de publicaciones y comunicaciones científicas en revistas argentinas y extranjeras.  Fue, además, corredactor de los siguientes libros: 
- Mabry, T, J., J. H. Hunziker and D. R. Di Feo, Jr (editores). Creosote bush. Biology and Chemistry of Larrea in New World Deserts. US / IBP Synthesis Series Nro. 6. Dowden, Hutchinson and Ross, Inc. 284 págs. Stroudsburg, Pennsylvania. 1977.
- Mazoti, I y J. H. Hunziker. Genética. Tomo IV de la colección “Evolución de las Ciencias en la República Argentina”. Sociedad Científica Argentina. 242 páginas. 1976
- Allen, J. C. , Burley, J.; Hunziker, J. H. Virginia, R. (editores). Forest Ecology and Management 16 (1-4): 1-444. Elsevier Science Publ. B. V. Ámsterdam, 1986.

- La abreviatura «J.H.Hunz.» se emplea para indicar a Juan Héctor Hunziker como autoridad en la descripción y clasificación científica de los vegetales.[1]